# Бліц-інтерв'ю
Бліц-інтерв'ю (БЛІЦ) (нім. Blitz–блискавка) – жанровий різновид інтерв’ю, міні-інтерв'ю, стисла енергійна розмова з джерелом інформації, як правило, на місці події. Співрозмовникові журналіст ставить одне-два запитання, які іноді навіть не озвучуються; в кадрі подають лише відповідь. Для Б.-і. (б.) характерні невелика кількість запитань на одну тему, лаконічність, одновекторність, але водночас – завершеність і цілісність. 